# Wiesław Jobczyk
Wiesław Jerzy Jobczyk [výsl. přibližně věsuaf jeři jobčik] (* 23. února 1954 Siedlce) je bývalý polský hokejový útočník.

## Hráčská kariéra

### Klubová kariéra
Hrál za týmy KS Baildon Katowice (1973–1978), Zagłębie Sosnowiec (1979–1985) a v nižších soutěžích v Německu. Získal 5 titulů mistra Polska. Za 12 ligových sezón v polské lize nastoupil ve 392 utkáních a dal 354 gólů. V letech 1979, 1981, 1982 a 1983 byl nejlepším střelcem polské ligy.

### Reprezentační kariéra
Polsko reprezentoval na olympijských hrách v roce 1976, 1980 a 1984 a na 7 turnajích mistrovství světa v letech 1976, 1977, 1979, 1981, 1982, 1983 a 1985. Za polskou reprezentaci nastoupil v letech 1974–1985 ve 125 utkáních a dal 86 gólů.